# Pomona, California
Pomona là thành phố lớn thứ 7 tại quận Los Angeles, California, Hoa Kỳ. Thành phố nằm trong Vùng Đại Los Angeles. Dân số theo điều tra năm 2005 của Cục điều tra dân số Hoa Kỳ là 154.271 người, dân số năm 2010 là 149.058 người, diện tích là km2. Thành phố Pomona nằm ở giữa Inland Empire và Thung lũng San Gabriel. 
Thành phố có Fairplex, là nơi đăng cai hội chợ hạt Los Angeles.